# Pentação

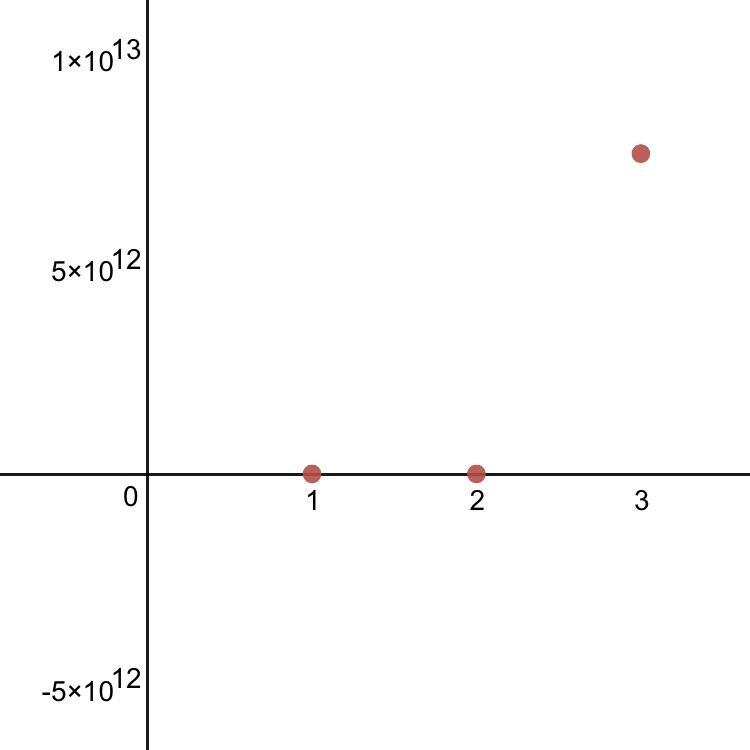
Os três primeiros valores da expressão x [5]2. O valor de 3[5]2 é cerca de 7,626 × 10 ^{12} ; valores para x mais altos, como 4[5]2, que é cerca de 2,361 × 10 8,072 × 10 ^{153,} são grandes demais para aparecer no gráfico.

Em matemática, pentação (ou hiper-5) é a hiperoperação seguinte à tetração e anterior à hexação. É definida como uma tetração iterada ― repetida (assumindo associatividade à direita), assim como a tetração é uma exponenciação associativa à direita iterada. É uma operação binária definida com dois números {\displaystyle a} e {\displaystyle b}, onde {\displaystyle a} é tetrato consigo {\displaystyle b-1} vezes. Por exemplo, utilizando a notação de hiperoperação para pentação e tetração, {\displaystyle 2[5]3} significa tetrar 2 consigo 2 vezes, ou {\displaystyle 2[4](2[4]2)}. Que pode ser reduzido a {\displaystyle 2[4](2^{2})=2[4]4=2^{2^{2^{2}}}=2^{2^{4}}=2^{16}=65.536}.

## Etimologia
A palavra pentação foi cunhada por Reuben Goodstein em 1947 que deriva das raízes penta- (cinco) e iteração. É parte de um esquema genérico de nomeação para hiperoperações.

## Notação
Há pouco consenso sobre a notação para pentação, por isso, há diferentes maneiras de escrever a operação. Contudo, algumas são mais utilizadas do que outras e têm vantagens claras ou desvantagens comparadas à outras.
- Pentação pode ser escrita como uma hiperoperação como {\displaystyle a[5]b}. Neste formado, {\displaystyle a[3]b} pode ser interpretado como o resultado da aplicação sucessiva da função {\displaystyle x\mapsto a[2]x}, para {\displaystyle b} repetições, começando do número 1. Analogamente, {\displaystyle a[4]b}, tetração, representa o valor obtido por aplicar repetidamente a função {\displaystyle x\mapsto a[3]x}, para {\displaystyle b} repetições, começando do número 1 e a pentação {\displaystyle a[5]b} representa o valor obtido por aplicar repetidamente a função {\displaystyle x\mapsto a[4]x} para {\displaystyle b} repetições começando do número 1.[3][4] Esta será a notação utilizada no restante deste artigo.
- Na notação de Knuth, {\displaystyle a[5]b} é representado como {\displaystyle a\uparrow \uparrow \uparrow b} ou {\displaystyle a\uparrow ^{3}b}. Nessa notação, {\displaystyle a\uparrow b} representa a função exponenciação {\displaystyle a^{b}} e {\displaystyle a\uparrow \uparrow b} representa a tetração. A operação pode ser facilmente adaptada para hexação ao adicionar-se outra seta.
- Na notação de seta encadeada de Conway, {\displaystyle a[5]b=a\rightarrow b\rightarrow 3}.[5]
- Outra notação proposta é {\displaystyle _{b}a}, embora esta não seja extensível para hiperoperações maiores.

## Exemplos
Os valores da função pentação podem também ser obtidos dos valores da quarta linha da tabela de valores da variante da função de Ackermann: se {\displaystyle A(n,m)} é definido pela recorrência de Ackermann {\displaystyle A(m-1,A(m,n-1))} com as condições iniciais {\displaystyle A(1,n)=an} e {\displaystyle A(m,1)=a}, então {\displaystyle a[5]b=A(4,b)}.
Assim como a tetração, sua operação base, não foi estendida às alturas não inteiras, a pentação {\displaystyle a[5]b} é atualmente definida somente para valores inteiros de {\displaystyle a} e {\displaystyle b} onde {\displaystyle a>0} e {\displaystyle b\geq -2} e alguns poucos valores inteiros quais podem ser unicamente definidos. Assim como todas as hiperoperações de ordem 3 (exponenciações) e maiores, a pentação tem os seguintes casos triviais (identidades) as quais são verdadeiras para todos os valores de {\displaystyle a} e {\displaystyle b} no seu domínio:
- {\displaystyle 1[5]b=1}
- {\displaystyle a[5]1=a}

Adicionalmente, podemos também definir:
- {\displaystyle a[5]2=a[4]a}
- {\displaystyle a[5]0=1}
- {\displaystyle a[5](-1)=0}
- {\displaystyle a[5](-2)=-1}
- {\displaystyle a[5](b+1)=a[4](a[5]b)}

Além dos casos triviais acima, a pentação gera número extremamente grande rapidamente tais que há apenas poucos casos não triviais que produzem números que podem ser escritos na notação convencional, como mostrado a seguir:
- {\displaystyle 2[5]2=2[4]2=2^{2}=4}
- {\displaystyle 2[5]3=2[4](2[5]2)=2[4](2[4]2)=2[4]4=2^{2^{2^{2}}}=2^{2^{4}}=2^{16}=65.536}
- {\displaystyle 2[5]4=2[4](2[5]3)=2[4](2[4](2[4]2))=2[4](2[4]4)=2[4]65.536=2^{2^{2^{\cdot ^{\cdot ^{\cdot ^{2}}}}}}}(uma torre de potência de altura 65.536 {\displaystyle \approx \exp _{10}^{65.533}(4.29508)} (mostrada aqui na notação de exponencial iterada pois é muito grande para ser escrito em notação convencional. Note que {\displaystyle \exp _{10}(n)=10^{n}}.
- {\displaystyle 2[5]5=2[4](2[5]4)=2[4](2[4](2[4](2[4]2)))=2[4](2[4](2[4]4))=2[4](2[4]65.536)=2^{2^{2^{\cdot ^{\cdot ^{\cdot ^{2}}}}}}} (uma tore de potência de altura {\displaystyle 2[4]65.536}) {\displaystyle \approx \exp _{10}^{2[4]65{.}536-3}(4{,}29508)}
- {\displaystyle 3[5]2=3[4]3=3^{3^{3}}=3^{27}=7.625.597.484.987}
- {\displaystyle 3[5]3=3[4](3[5]2)=3[4](3[4]3)=3[4]7,625,597,484,987=3^{3^{3^{\cdot ^{\cdot ^{\cdot ^{3}}}}}}}(uma torre de potência de altura 7.625.597.484.987) {\displaystyle \approx \exp _{10}^{7{.}625{.}597{.}484{.}986}(1,09902)}
- {\displaystyle 3[5]4=3[4](3[5]3)=3[4](3[4](3[4]3))=3[4](3[4]7,625,597,484,987)=3^{3^{3^{\cdot ^{\cdot ^{\cdot ^{3}}}}}}} (uma torre de potência de altura {\displaystyle 3[4]7.625{.}597{.}484{.}987}) {\displaystyle \approx \exp _{10}^{3[4]7.625{.}597{.}484{.}987-1}(1{,}09902)}
- {\displaystyle 4[5]2=4[4]4=4^{4^{4^{4}}}=4^{4^{256}}\approx \exp _{10}^{3}(2,19)}  (um número com mais de {\displaystyle 10^{153}} dígitos)
- {\displaystyle 5[5]2=5[4]5=5^{5^{5^{5^{5}}}}=5^{5^{5^{3125}}}\approx \exp _{10}^{4}(3,33928)} (um número com mais de {\displaystyle 10^{10^{2.184}}} dígitos)